# Heilig Kreuz (Landensberg)

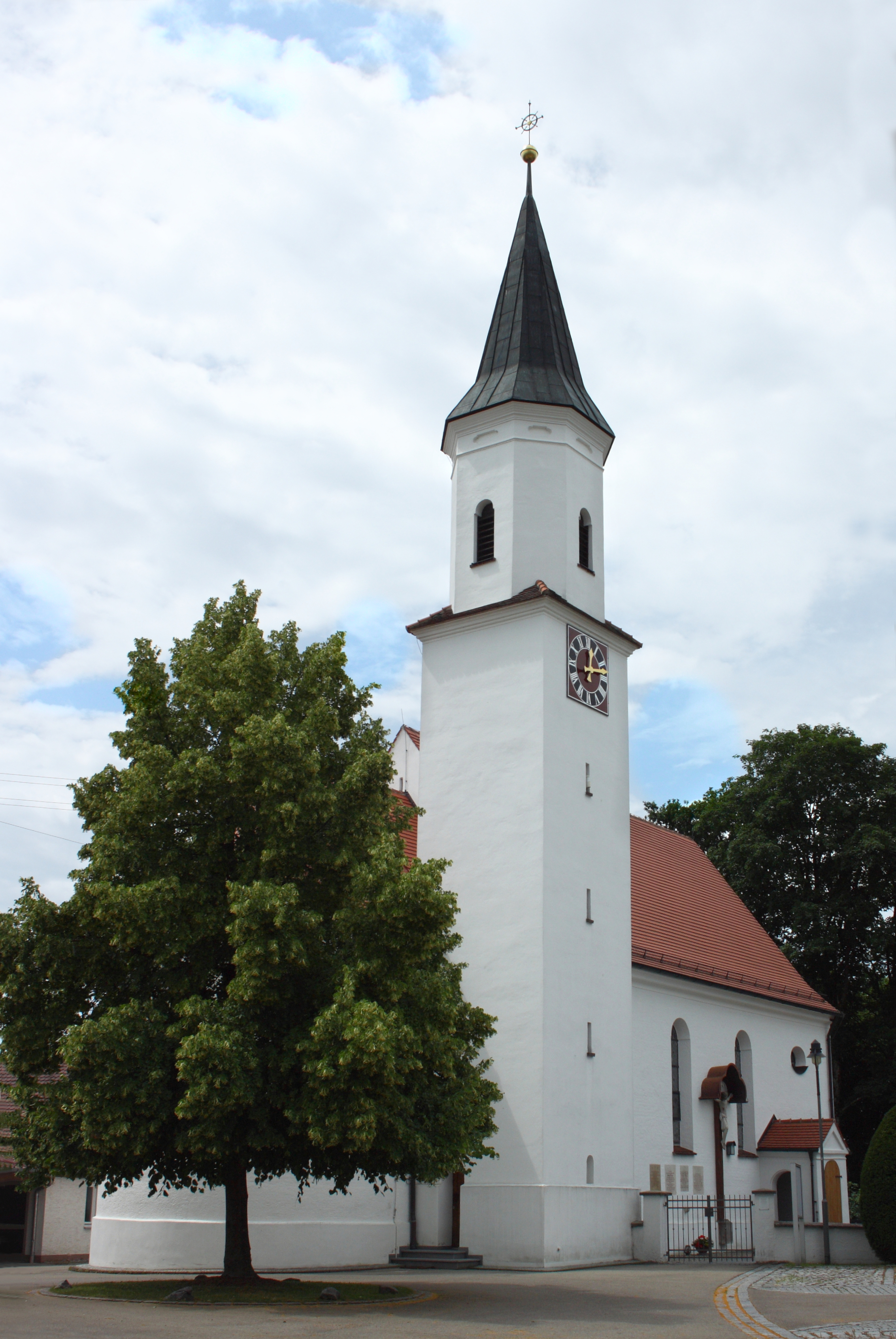
Heilig Kreuz in Landensberg

Heilig Kreuz ist die römisch-katholische Pfarrkirche in Landensberg, einer Gemeinde im schwäbischen Landkreis Günzburg in Bayern. Das denkmalgeschützte Bauwerk ist in der Liste der Baudenkmäler in Landensberg unter der Nr. D-7-74-151-2 eingetragen. Die Kirche gehört zum Dekanat Günzburg des Bistums Augsburg.

## Beschreibung
Die Saalkirche wurde 1739 erbaut. Sie besteht aus einem Langhaus, einem eingezogenen, halbrund geschlossenen Chor im Osten und einem Chorflankenturm auf quadratischem Grundriss an der Nordwand des Chors, dessen oberstes quadratisches Geschoss die Turmuhr beherbergt. Er wurde 1743/45 mit einem achteckigen Geschoss aufgestockt, in dem sich der Glockenstuhl befindet. Darauf sitzt ein spitzer Helm. 
Die um 1740 entstandenen Fresken im Innenraum werden Johann Baptist Enderle zugeschrieben. Im Innenraum des Chors befindet sich eine Monstranz. Der Hochaltar wurde um 1735 errichtet, in seinem Altarauszug ist die heilige Helena dargestellt. Die übrigen Altäre und die Kanzel stammen vom Anfang des 20. Jahrhunderts. Eine um 1460 entstandene Darstellung der Maria wird dem Umkreis von Hans Multscher zugeschrieben. Die Orgel wurde 1966 von Max Anton Offner erbaut.